# Jariłowo (obwód smoleński)
Jariłowo, Jeriłowo (ros. Ярилово, Ерилово) – wieś (ros. деревня, trb. dieriewnia) w zachodniej Rosji, na osiedlu wiejskim Zaborjewskoje w rejonie diemidowskim (obwód smoleński).

## Geografia
Miejscowość położona na północnym brzegu jeziora Dgo, 4,5 km od drogi regionalnej 66N-0506 (Prżewalskoje – Jewsiejewka), 24,5 km od centrum administracyjnego osiedla wiejskiego (Zaborje), 40 km od centrum administracyjnego rejonu (Diemidow), 92 km od stolicy obwodu (Smoleńsk), 52 km od granicy z Białorusią.
W granicach miejscowości znajduje się ulica Ługowaja (5 posesji).

## Demografia
W 2010 r. miejscowość zamieszkiwała 1 osoba.

## Historia
W czasie II wojny światowej od lipca 1941 roku wieś była okupowana przez hitlerowców. Wyzwolenie nastąpiło we wrześniu 1943 roku.
Na mocy uchwały z dnia 28 maja 2015 roku wszystkie miejscowości (w tym Jariłowo) zlikwidowanej jednostki administracyjnej Bakłanowskoje weszły w skład osiedla wiejskiego Zaborjewskoje.

## Osobliwości
- Neolityczne stanowisko 1,5 km na południe od wsi, na wschodnim brzegu jeziora Dgo[7]
- Osada z I tysiąclecia n. e.[7]
- Grupa 19 kurhanów z XI–XIII wieku (wschodni brzeg jeziora)[7]